# Inflikted
Albums de Cavalera Conspiracy
Blunt Force Trauma
(2011)
Singles
1. Sanctuary
Sortie : 3 mars 2008

Inflikted est le premier album du groupe brésilien de heavy metal Cavalera Conspiracy, publié le 24 mars 2008 par Roadrunner Records.
Un seul single est extrait de l'album : Sanctuary. Deux vidéos ont été tournées pour celui-ci, une censurée et l'autre non. Les deux versions sont disponibles sur le site officiel du groupe.
Comme l'a annoncé Max Cavalera, cet album est similaire aux productions de la période death/thrash de Sepultura. L'album sonne donc un peu comme Arise ou Beneath the Remains, mais il faut cependant noter le fait que Inflikted possède également une lourde influence punk hardcore.
Il s'est vendu à plus de 9 000 exemplaires à sa première semaine aux États-Unis.

## Liste des chansons
Toute la musique est composée par Max Cavalera.
| No  | Titre                           | Durée |
| --- | ------------------------------- | ----- |
| 1.  | Inflikted                       | 4:32  |
| 2.  | Sanctuary                       | 3:23  |
| 3.  | Terrorize                       | 3:37  |
| 4.  | Black Ark                       | 4:54  |
| 5.  | Ultra-Violent                   | 3:47  |
| 6.  | Hex                             | 2:37  |
| 7.  | The Doom of All Fires           | 2:12  |
| 8.  | Bloodbrawl                      | 5:41  |
| 9.  | Nevertrust                      | 2:23  |
| 10. | Hearts of Darkness              | 4:29  |
| 11. | Must Kill                       | 5:56  |
| 12. | The Exorcist (Japanese Release) | 3:26  |
| 13. | In Conspiracy                   | 3:51  |

## Charts
| Pays                | Position |
| ------------------- | -------- |
| Australie           | 40       |
| Autriche            | 27       |
| Belgique (Flandres) | 40       |
| Belgique (Wallonie) | 89       |
| Finlande            | 21       |
| France              | 47       |
| Allemagne           | 27       |
| Irlande             | 99       |
| Pays Bas            | 44       |
| Suisse              | 70       |
| Royaume-Uni         | 77       |
| U.S.A               | 72       |